# Michael Neuner
Michael Neuner (* 12. Oktober 2006) ist ein österreichischer Fußballspieler.

## Karriere
Neuner begann seine Karriere beim SK Seefeld. Zur Saison 2019/20 wechselte er in die Jugend des FC Wacker Innsbruck. Im Oktober 2021 debütierte er für die dritte Mannschaft in der Bezirksliga. Im April 2022 folgte dann sein Debüt für die zweite Mannschaft der Innsbruck in der Regionalliga Tirol. Rund einen Monat später gab er dann im Mai 2022 auch sein Debüt für die Profis von Wacker in der 2. Liga, als er bei seinem Kaderdebüt gegen den FC Dornbirn 1913 in der 89. Minute für Rami Tekir eingewechselt wurde. Durch jenen Einsatz wurde Neuner zum ersten Spieler des Jahrgangs 2006 in der 2. Liga.
Innsbruck wurde nach der Saison 2021/22 die Lizenz entzogen, woraufhin Neuner seinen Spielerpass zurück nach Seefeld legte und sich der AKA Tirol anschloss. Zur Saison 2024/25 wechselte er zu den Amateuren von Bundesligist WSG Tirol. Nach einer Spielzeit mit 24 Einsätzen in der Regionalliga Tirol wurde er im Sommer 2025 in den Bundesligakader befördert.